# Stadion Afgańskiej Federacji Piłkarskiej
Stadion Afgańskiej Federacji Piłkarskiej – stadion piłkarski w Kabulu, stolicy Afganistanu. Został otwarty w 2012 roku. Obiekt powstał niedaleko największego stadionu w mieście, stadionu Ghazi i może pomieścić 5000 widzów. Stadion należy do Afgańskiej Federacji Piłkarskiej, wykorzystywany jest do rozgrywania spotkań ligi afgańskiej.
20 sierpnia 2013 roku swój pierwszy mecz na nowym stadionie rozegrała piłkarska reprezentacja Afganistanu, pokonując Pakistan 3:0. Był to pierwszy od 10 lat mecz reprezentacji narodowych rozegrany na terytorium Afganistanu.